# Jaguar Land Rover
Pour les articles homonymes, voir JLR.
Jaguar Land Rover (JLR) est un constructeur automobile britannique ayant son siège social à Whitley, dans la banlieue de Coventry en Angleterre.
Depuis 2008, Jaguar Land Rover est une filiale de la société automobile indienne Tata Motors après avoir fait partie du groupe Ford.

## Histoire
Les activités principales de Jaguar Land Rover sont la conception, le développement, la production et la vente de véhicules de luxe et de sport, et de tout-terrain sous les marques Jaguar et Land Rover (dont Range Rover).
Jaguar et Land Rover ont été réunies sous un même projet par Ford en 2002. Elles faisaient partie de la division Premier Automotive Group de Ford. Le groupe américain avait racheté Jaguar en 1989 et Land Rover au constructeur allemand BMW en 2000,.
Un an après la faillite de Rover, BMW cède les droits d'utilisation de la marque défunte à Ford pour protéger Land Rover qui lui appartenait.

### Rachat
En juin 2007, Ford envisage de se séparer de Jaguar et Land Rover.
Le fonds d'investissement américain One Equity Partners et deux constructeurs indiens, Mahindra & Mahindra et Tata Motors sont intéressés mais Ford déclare que Tata Motors est son acquéreur préféré.
La société Jaguar Land Rover est fondée en 2008, lorsque Tata Motors rachète Jaguar et Land Rover à Ford.
Dans le contrat de vente de Jaguar et Land Rover à Tata Motors, le groupe Ford a inclus les droits d'utilisation de trois marques disparues : Rover, Daimler et Lanchester .
Cependant, Ford continuera à fournir les moteurs pour Jaguar et Land Rover jusqu'en 2020.
Jaguar Land Rover inaugure le 25 octobre 2018 son nouveau centre de production à Nitra en Slovaquie. Le coût de ce centre est de 1,4 milliard d'euros et emploie 1 500 personnes. L'usine produit le Land Rover Discovery. Le 31 octobre, Tata Motors annonce un plan de redressement pour JRL. Devant faire face aux tensions commerciales entre la Chine et les États-Unis, à la baisse de la demande de véhicules diesel et aux inquiétudes autour du Brexit, ce plan vise 2,5 milliards de livres d'économie. 4 500 suppressions de poste sont ainsi évoquées au Royaume-Uni.
En février 2021, Thierry Bolloré présente les nouvelles orientations du groupe. L'ambition est de proposer uniquement des modèles électrifiés au catalogue de Jaguar en 2025. Le projet de nouvelle Jaguar XJ est abandonné. Land Rover doit voir arriver son premier véhicule 100% électrique en 2024 et la marque proposera un modèle « zéro-émission » pour chacune de ses grandes familles (Range Rover, Discovery, Defender) d’ici la fin de la décennie, le diesel étant écarté de l'offre en 2026.
Un plan d'économies est également prévu, comprenant la réduction des échelons de hiérarchie, des coupes dans les fonctions support au Royaume-Uni ou encore le regroupement de toute la direction à Gaydon. Le 17 février, la firme annonce ainsi la suppression de 2 000 postes dans le monde en 2022, principalement administratif et d'études. L'objectif du constructeur est de pouvoir retrouver une marge opérationnelle à deux chiffres et une trésorerie nette positive d’ici à 2025.
En juillet 2021, afin de remplacer Félix Brautingam, Jaguar Land Rover nomme le néerlandais Lennard Hoornik au poste de directeur marketing.
En novembre 2022, à la suite du départ de Thierry Bolloré, le directeur financier de Jaguar Land Rover, Adrian Mardell devient le nouveau patron de l'entreprise par intérim . 

## Production et chiffres de vente
| Année | Ventes mondiales du groupe Jaguar Land Rover | Ventes mondiales du groupe Jaguar Land Rover | Ventes mondiales du groupe Jaguar Land Rover | Ventes mondiales du groupe Jaguar Land Rover | Ventes mondiales du groupe Jaguar Land Rover | Ventes mondiales du groupe Jaguar Land Rover | Ventes mondiales du groupe Jaguar Land Rover | Ventes mondiales du groupe Jaguar Land Rover | Ventes mondiales du groupe Jaguar Land Rover | Ventes mondiales du groupe Jaguar Land Rover | Ventes mondiales du groupe Jaguar Land Rover | Ventes mondiales du groupe Jaguar Land Rover | Ventes mondiales du groupe Jaguar Land Rover | Ventes mondiales du groupe Jaguar Land Rover | Ventes mondiales du groupe Jaguar Land Rover | Ventes mondiales du groupe Jaguar Land Rover | Ventes mondiales du groupe Jaguar Land Rover | Ventes mondiales du groupe Jaguar Land Rover | Ventes mondiales du groupe Jaguar Land Rover | Ventes mondiales du groupe Jaguar Land Rover | Ventes mondiales du groupe Jaguar Land Rover | Ventes mondiales du groupe Jaguar Land Rover | Ventes mondiales du groupe Jaguar Land Rover | Ventes mondiales du groupe Jaguar Land Rover | Ventes mondiales du groupe Jaguar Land Rover | Ventes mondiales du groupe Jaguar Land Rover | Ventes mondiales du groupe Jaguar Land Rover | Ventes mondiales du groupe Jaguar Land Rover | Ventes mondiales du groupe Jaguar Land Rover | Ventes mondiales du groupe Jaguar Land Rover | Ventes mondiales du groupe Jaguar Land Rover | Ventes mondiales du groupe Jaguar Land Rover | Ventes mondiales du groupe Jaguar Land Rover | Ventes mondiales du groupe Jaguar Land Rover | Ventes mondiales du groupe Jaguar Land Rover | Ventes mondiales du groupe Jaguar Land Rover | Ventes mondiales du groupe Jaguar Land Rover | Ventes mondiales du groupe Jaguar Land Rover | Ventes mondiales du groupe Jaguar Land Rover | Ventes mondiales du groupe Jaguar Land Rover | Ventes mondiales du groupe Jaguar Land Rover | Ventes mondiales du groupe Jaguar Land Rover | Ventes mondiales du groupe Jaguar Land Rover | Ventes mondiales du groupe Jaguar Land Rover | Ventes mondiales du groupe Jaguar Land Rover | Ventes mondiales du groupe Jaguar Land Rover | Ventes mondiales du groupe Jaguar Land Rover | Ventes mondiales du groupe Jaguar Land Rover | Ventes mondiales du groupe Jaguar Land Rover | Ventes mondiales du groupe Jaguar Land Rover | Ventes mondiales du groupe Jaguar Land Rover | Ventes mondiales du groupe Jaguar Land Rover | Ventes mondiales du groupe Jaguar Land Rover | Ventes mondiales du groupe Jaguar Land Rover | Ventes mondiales du groupe Jaguar Land Rover | Ventes mondiales du groupe Jaguar Land Rover | Ventes mondiales du groupe Jaguar Land Rover | Ventes mondiales du groupe Jaguar Land Rover | Ventes mondiales du groupe Jaguar Land Rover | Ventes mondiales du groupe Jaguar Land Rover | Ventes mondiales du groupe Jaguar Land Rover |
| ----- | -------------------------------------------- | -------------------------------------------- | -------------------------------------------- | -------------------------------------------- | -------------------------------------------- | -------------------------------------------- | -------------------------------------------- | -------------------------------------------- | -------------------------------------------- | -------------------------------------------- | -------------------------------------------- | -------------------------------------------- | -------------------------------------------- | -------------------------------------------- | -------------------------------------------- | -------------------------------------------- | -------------------------------------------- | -------------------------------------------- | -------------------------------------------- | -------------------------------------------- | -------------------------------------------- | -------------------------------------------- | -------------------------------------------- | -------------------------------------------- | -------------------------------------------- | -------------------------------------------- | -------------------------------------------- | -------------------------------------------- | -------------------------------------------- | -------------------------------------------- | -------------------------------------------- | -------------------------------------------- | -------------------------------------------- | -------------------------------------------- | -------------------------------------------- | -------------------------------------------- | -------------------------------------------- | -------------------------------------------- | -------------------------------------------- | -------------------------------------------- | -------------------------------------------- | -------------------------------------------- | -------------------------------------------- | -------------------------------------------- | -------------------------------------------- | -------------------------------------------- | -------------------------------------------- | -------------------------------------------- | -------------------------------------------- | -------------------------------------------- | -------------------------------------------- | -------------------------------------------- | -------------------------------------------- | -------------------------------------------- | -------------------------------------------- | -------------------------------------------- | -------------------------------------------- | -------------------------------------------- | -------------------------------------------- | -------------------------------------------- | -------------------------------------------- |
| Année |                                              |                                              |                                              |                                              |                                              |                                              |                                              |                                              |                                              |                                              |                                              |                                              |                                              |                                              |                                              |                                              |                                              |                                              |                                              |                                              |                                              |                                              |                                              |                                              |                                              |                                              |                                              |                                              |                                              |                                              |                                              |                                              |                                              |                                              |                                              |                                              |                                              |                                              |                                              |                                              |                                              |                                              |                                              |                                              |                                              |                                              |                                              |                                              |                                              |                                              |                                              |                                              |                                              |                                              |                                              |                                              |                                              |                                              |                                              | '                                            |                                              |
| 2011  |                                              |                                              |                                              |                                              |                                              |                                              |                                              |                                              |                                              |                                              |                                              |                                              |                                              |                                              |                                              |                                              |                                              |                                              |                                              |                                              |                                              |                                              |                                              |                                              |                                              |                                              |                                              |                                              |                                              |                                              |                                              |                                              |                                              |                                              |                                              |                                              |                                              |                                              |                                              |                                              |                                              |                                              |                                              |                                              |                                              |                                              |                                              |                                              |                                              |                                              |                                              |                                              |                                              |                                              |                                              |                                              |                                              |                                              |                                              |                                              |                                              |
| 2012  |                                              |                                              |                                              |                                              |                                              |                                              |                                              |                                              |                                              |                                              |                                              |                                              |                                              |                                              |                                              |                                              |                                              |                                              |                                              |                                              |                                              |                                              |                                              |                                              |                                              |                                              |                                              |                                              |                                              |                                              |                                              |                                              |                                              |                                              |                                              |                                              |                                              |                                              |                                              |                                              |                                              |                                              |                                              |                                              |                                              |                                              |                                              |                                              |                                              |                                              |                                              |                                              |                                              |                                              |                                              |                                              |                                              |                                              |                                              |                                              |                                              |
| 2013  | 348 338                                      | 348 338                                      | 348 338                                      | 348 338                                      | 348 338                                      | 348 338                                      | 348 338                                      | 348 338                                      | 348 338                                      | 348 338                                      | 348 338                                      | 348 338                                      | 348 338                                      | 348 338                                      | 348 338                                      | 348 338                                      | 348 338                                      | 348 338                                      | 348 338                                      | 348 338                                      | 348 338                                      | 348 338                                      | 348 338                                      | 348 338                                      | 348 338                                      | 348 338                                      | 348 338                                      | 348 338                                      | 348 338                                      |                                              |                                              |                                              |                                              |                                              |                                              |                                              |                                              |                                              |                                              |                                              |                                              |                                              |                                              |                                              |                                              |                                              |                                              |                                              |                                              |                                              |                                              |                                              |                                              |                                              |                                              |                                              |                                              |                                              |                                              |                                              |                                              |
| 2017  | 621 109                                      | 621 109                                      | 621 109                                      | 621 109                                      | 621 109                                      | 621 109                                      | 621 109                                      | 621 109                                      | 621 109                                      | 621 109                                      | 621 109                                      | 621 109                                      | 621 109                                      | 621 109                                      | 621 109                                      | 621 109                                      | 621 109                                      | 621 109                                      | 621 109                                      | 621 109                                      | 621 109                                      | 621 109                                      | 621 109                                      | 621 109                                      | 621 109                                      | 621 109                                      | 621 109                                      | 621 109                                      | 621 109                                      | 621 109                                      | 621 109                                      | 621 109                                      | 621 109                                      | 621 109                                      | 621 109                                      | 621 109                                      | 621 109                                      | 621 109                                      | 621 109                                      | 621 109                                      | 621 109                                      | 621 109                                      | 621 109                                      | 621 109                                      | 621 109                                      | 621 109                                      | 621 109                                      | 621 109                                      | 621 109                                      | 621 109                                      | 621 109                                      | 621 109                                      | 621 109                                      |                                              |                                              |                                              |                                              |                                              |                                              |                                              |                                              |
| 2018  |                                              |                                              |                                              |                                              |                                              |                                              |                                              |                                              |                                              |                                              |                                              |                                              |                                              |                                              |                                              |                                              |                                              |                                              |                                              |                                              |                                              |                                              |                                              |                                              |                                              |                                              |                                              |                                              |                                              |                                              |                                              |                                              |                                              |                                              |                                              |                                              |                                              |                                              |                                              |                                              |                                              |                                              |                                              |                                              |                                              |                                              |                                              |                                              |                                              |                                              |                                              |                                              |                                              |                                              |                                              |                                              |                                              |                                              |                                              |                                              |                                              |

En 2013, les ventes du groupe atteignent 348 338 unités, en croissance de 15 % par rapport à 2012.
En 2017, le groupe Jaguar Land Rover bat son record de vente avec 621 109 véhicules commercialisés (en progression de 7 %), dont 178 601 Jaguar (+ 20 %) et 442 508 Land Rover (+ 2 %).

## Structure
« Jaguar Land Rover Automotive PLC » est la société mère de « Jaguar Land Rover Limited » qui possède les marques Jaguar et Land Rover, ainsi que les actifs des deux marques à l'exception de certains intérêts chinois. Basé en Angleterre, Jaguar Land Rover s'occupe de la conception, le développement, la fabrication et la vente de véhicules des marques Jaguar et Land Rover.
JLR est une filiale de Tata Motors depuis sa fondation le 18 janvier 2008. Le 1er janvier 2013, les activités de Jaguar Cars Limited et Land Rover ont été fusionnées en Jaguar Land Rover Limited et la société mère a été renommé Jaguar Land Rover Automotive PLC.